# Taiji Nishitani
Taiji Nishitani (西谷泰治?, Nishitani Taiji; Hiroshima, 1º febbraio 1981) è un dirigente sportivo, ex ciclista su strada e pistard giapponese.
Professionista dal 2003 al 2014, ha conquistato il campionato nazionale giapponese in linea nel 2009, oltre a tre medaglie di bronzo ai Campionati asiatici due in pista, nell'edizione del 2011 svoltasi a Nakhon Ratchasima ed una a Kuala Lumpur nel 2012 nella prova in linea, ed una medaglia d'argento ai Giochi asiatici del 2006 nell'inseguimento individuale. Dal 2015 è direttore sportivo del sodalizio Continental giapponese Aisan Racing Team.

## Carriera
Ha ottenuto ventisei affermazioni fra i professionisti, tutte nel circuito asiatico, fra cui nove tappe complessive e la classifica generale finale del 2009 al Tour de Hokkaido e tre frazioni del Tour of Japan.
Corridore completo, dotato di buono spunto veloce e di qualità da cronoman ha riportato vittorie sia al termine di volate a ranghi compatti sia in prove contro il tempo, soprattutto se brevi, riuscendo a imporsi, nel corso della sua carriera, anche su corridori di buon livello internazionale. Ciò gli è capitato al Tour de Kumano 2011 e al Tour of Japan 2012 e 2013 in cui ha battuto Maximiliano Richeze, al Tour of China 2012 in cui ha preceduto Angelo Furlan, e soprattutto al Tour de Langkawi dove nel corso della quarta tappa è riuscito a mettersi alle spalle un giovane Michael Matthews; tutte vittorie, queste, raggiunte al termine di volate di gruppo.
Ha vinto un titolo nazionale nella prova in linea, nel 2009, ed è stato per due volte secondo in quella a cronometro, 2009 e 2012; fra i suoi piazzamenti vanno ricordati inoltre il terzo posto al Tour de Korea nel 2010, il secondo al Tour de Okinawa, i terzi posti al Tour de Kumano ed alla Japan Cup 2011.
Su strada ha rappresentato la sua nazione a tre edizioni dei Campionati asiatici, 2008, 2012 e 2014, ed alla rassegna iridata di Mendrisio, in Svizzera, nel 2009.
La sua attività agonistica tuttavia ha riguardato anche le gare su pista. In questa branca del ciclismo vanta una partecipazione ai mondiali svoltisi a Melbourne, nella specialità dell'Omnium. Il suo miglior risultato in una prova di Coppa del mondo di ciclismo su pista è stato il terzo posto nello scratch nella tappa di Los Angeles nel 2006. Su pista vanta, inoltre, la conquista ai XV Giochi asiatici, a Doha, della medaglia d'argento nell'inseguimento individuale, dietro il coreano Jang Sun-jae, e due medaglie di bronzo ai Campionati asiatici 2011, nell'inseguimento a squadre e nell'americana.

## Palmarès

### Strada
- 2001 (Under-23)

Japan Cup Open Race
- 2002 (Under-23)

Campionati giapponesi, Prova in linea Under-23
- 2003 (Asian Racing Team, due vittorie)

Prologo Tour de Hokkaido (Asahikawa > Asahikawa, cronometro)
2ª tappa Tour de Hokkaido (Bifuka > Wakkanai)
- 2004 (Asian Racing Team, tre vittorie)

Prologo Tour de Hokkaido (Sapporo > Sapporo, cronometro)
2ª tappa Tour de Hokkaido (Abuta > Oshamanbe)
3ª tappa Tour de Hokkaido (Yakumo > Kamiiso)
- 2006 (Asian Racing Team, due vittorie)

3ª tappa Tour de Hokkaido (Higashikagura > Mikasa)
Classifica generale Tour de Hokkaido
- 2007 (Asian Racing Team, tre vittorie)

2ª tappa Tour de Hokkaido (Iwanai > Iwanai, cronometro)
6ª tappa Tour of South China Sea (Zhongshan > Zhongshan)
8ª tappa Tour of South China Sea (Macau > Macau)
- 2008 (Asian Racing Team, due vittorie)

6ª tappa Tour de Hokkaido (Sapporo > Sapporo)
3ª tappa Tour of East Java (Batu > Batu)
- 2009 (Asian Racing Team, tre vittorie)

Campionati giapponesi, Prova in linea
3ª tappa, 2ª semitappa Tour de Singkarak (Sawahlunto > Singkarak Lake)
3ª tappa Jelajah Malaysia (Gambang > Bera)
- 2010 (Asian Racing Team, due vittorie)

Prologo Tour de Hokkaido (Hakodate > Hakodate, cronometro)
3ª tappa Tour de Langkaw (Mersing > Parit Sulong)
- 2011 (Asian Racing Team, due vittorie)

3ª tappa Tour de Kumano (Taiji Hanto > Taiji Hanto)
8ª tappa Tour de Taiwan (Taitung > Hualien)
- 2012 (Asian Racing Team, due vittorie)

6ª tappa Tour of Japan ( > Tokyo)
4ª tappa Tour de Chine I (Shangluo > Xiangyang)
- 2013 (Asian Racing Team, due vittorie)

1ª tappa Tour of Japan (Sakai > Sakai)
6ª tappa Tour of Japan (Tokyo > Tokyo)
- 2014 (Asian Racing Team, una vittoria)

6ª tappa Tour of Thailand (Phayao > Chiang Rai)

#### Altri successi
- 2005 (Asian Racing Team)

Iwaki Criterium
- 2006 (Asian Racing Team)

West Japan Challenge Cycle Road Race
- 2008 (Asian Racing Team)

Classifica a punti Tour of Japan
- 2011 (Asian Racing Team)

Classifica a punti Tour de Kumano
- 2012 (Asian Racing Team)

Classifica a punti Tour of Japan
- 2013 (Asian Racing Team)

Classifica a punti Tour of East Java
- 2019

West Japan Challenge Road Race A-M

### Pista
- 2004

West Japan Track, Inseguimento individuale

## Piazzamenti

### Competizioni mondiali
- Campionati del mondo

Mendrisio 2009 - In linea Elite: ritirato
- Campionati del mondo su pista

Bordeaux 2006 - Scratch: 17º
Melbourne 2012 - Omnium: 19º